# Gibuldo
Gibuldo (fl. V secolo) (Gibuldus / Gebavultus) fu re degli Alemanni attorno al 470. 
È l'ultimo re conosciuto prima della sconfitta alemannica alla battaglia di Tolbiac del 496.

## Storia
Secondo Eugippio Gibuldo era solito saccheggiare Passavia, finché non gli venne chiesto da san Severino di liberare gli ostaggi romani. Gibuldo fu tanto impressionato dall'abate cristiano che acconsentì a liberarne settanta. Una vita di San Lupo di Troyes racconta una storia simile, ma con Lupo nel ruolo di Severino.